# 長岡駅
1. 自動改札機設置前のコンコース
2. 1990年代 - 2000年にかけて大手口側壁面に設置されていた大型電光掲示板

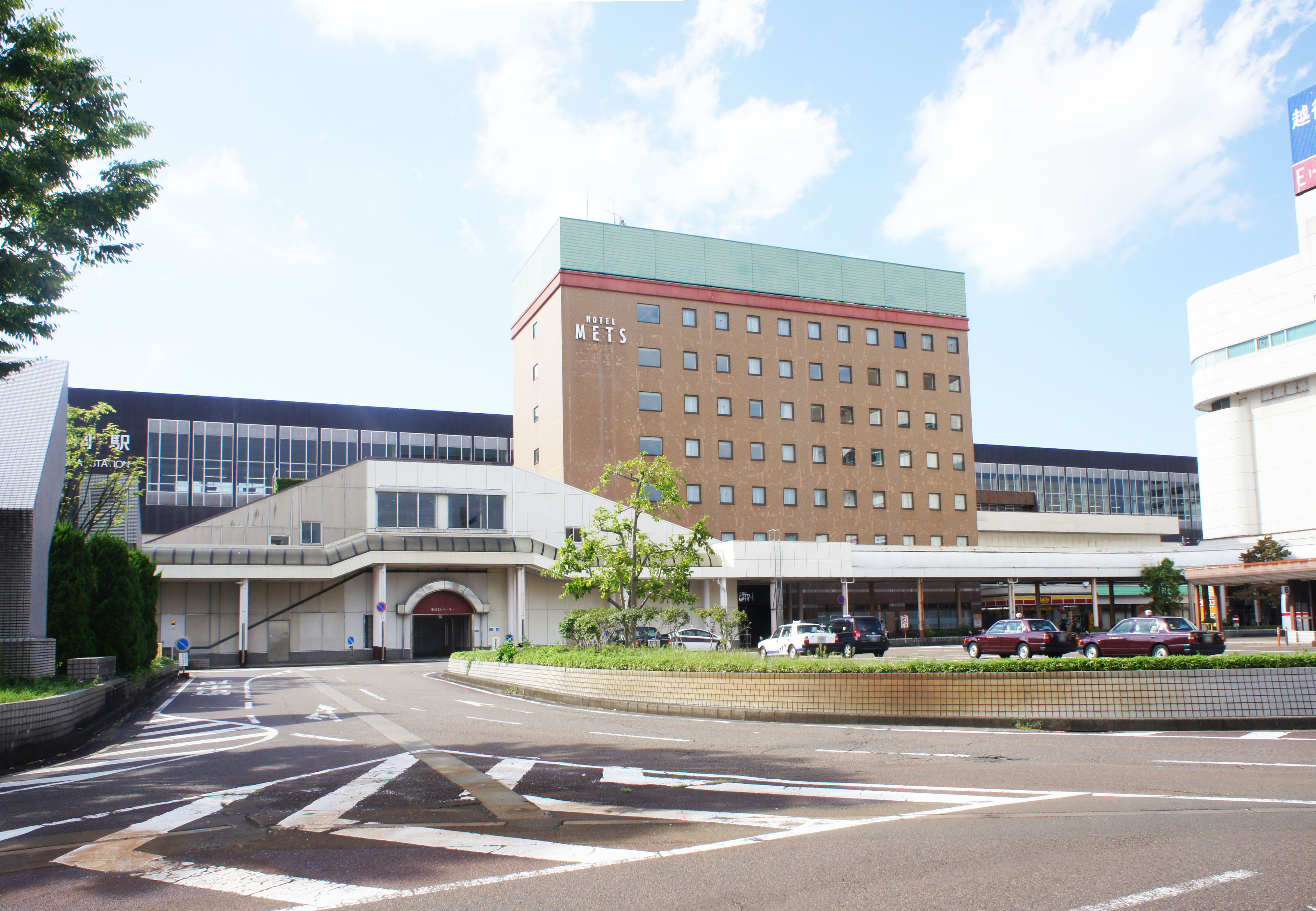
東口（2021年9月）

長岡駅（ながおかえき）は、新潟県長岡市城内町にある、東日本旅客鉄道（JR東日本）の駅である。

## 乗り入れ路線
上越新幹線・信越本線。信越本線で1つ隣の旅客駅である宮内駅から分岐している上越線の列車も全て乗り入れている。かつては越後交通栃尾線が乗り入れていたが、1975年（昭和50年）4月1日に廃線となっている。

## 歴史
- 1898年（明治31年）

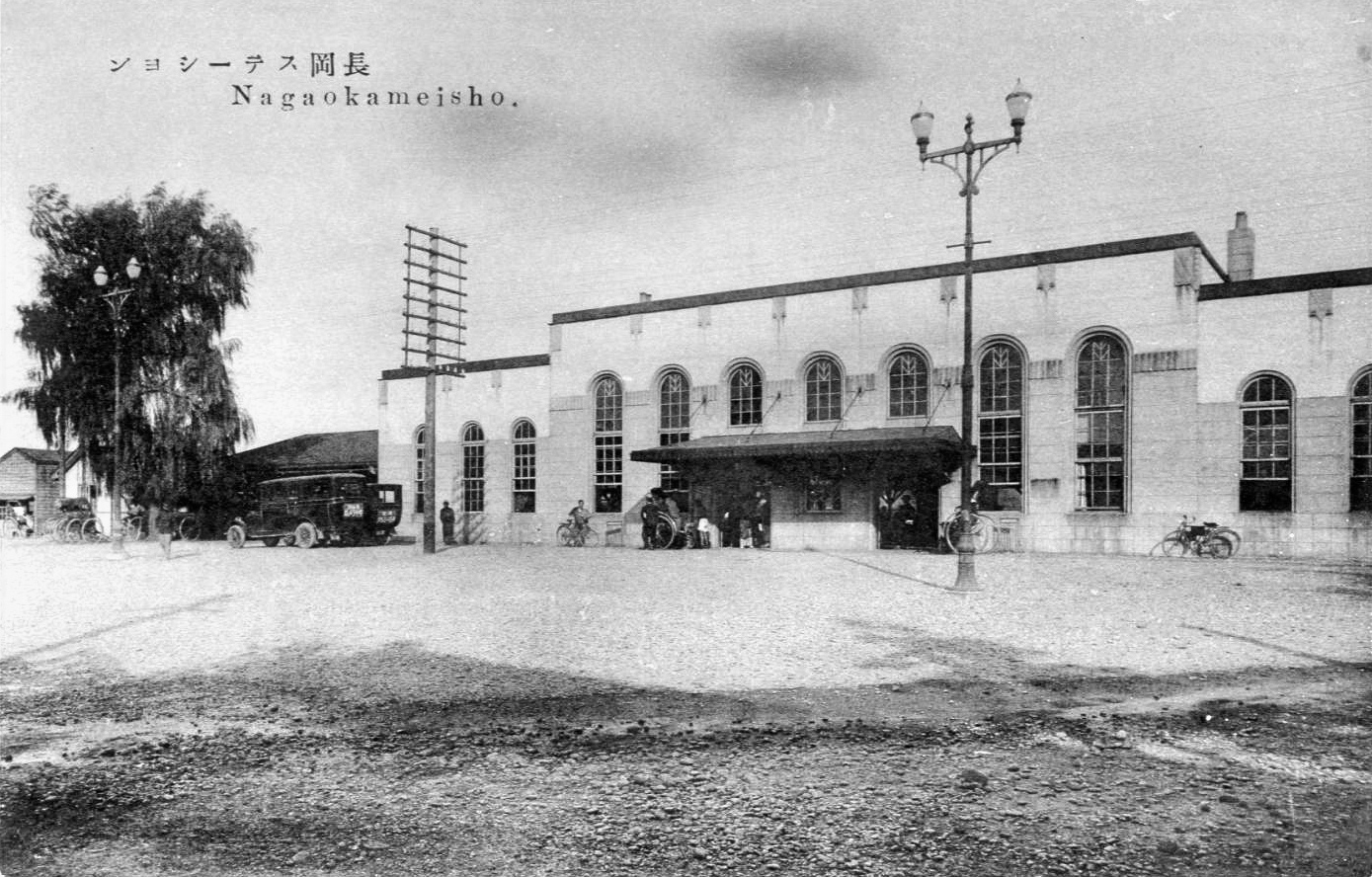
昭和初期の駅舎

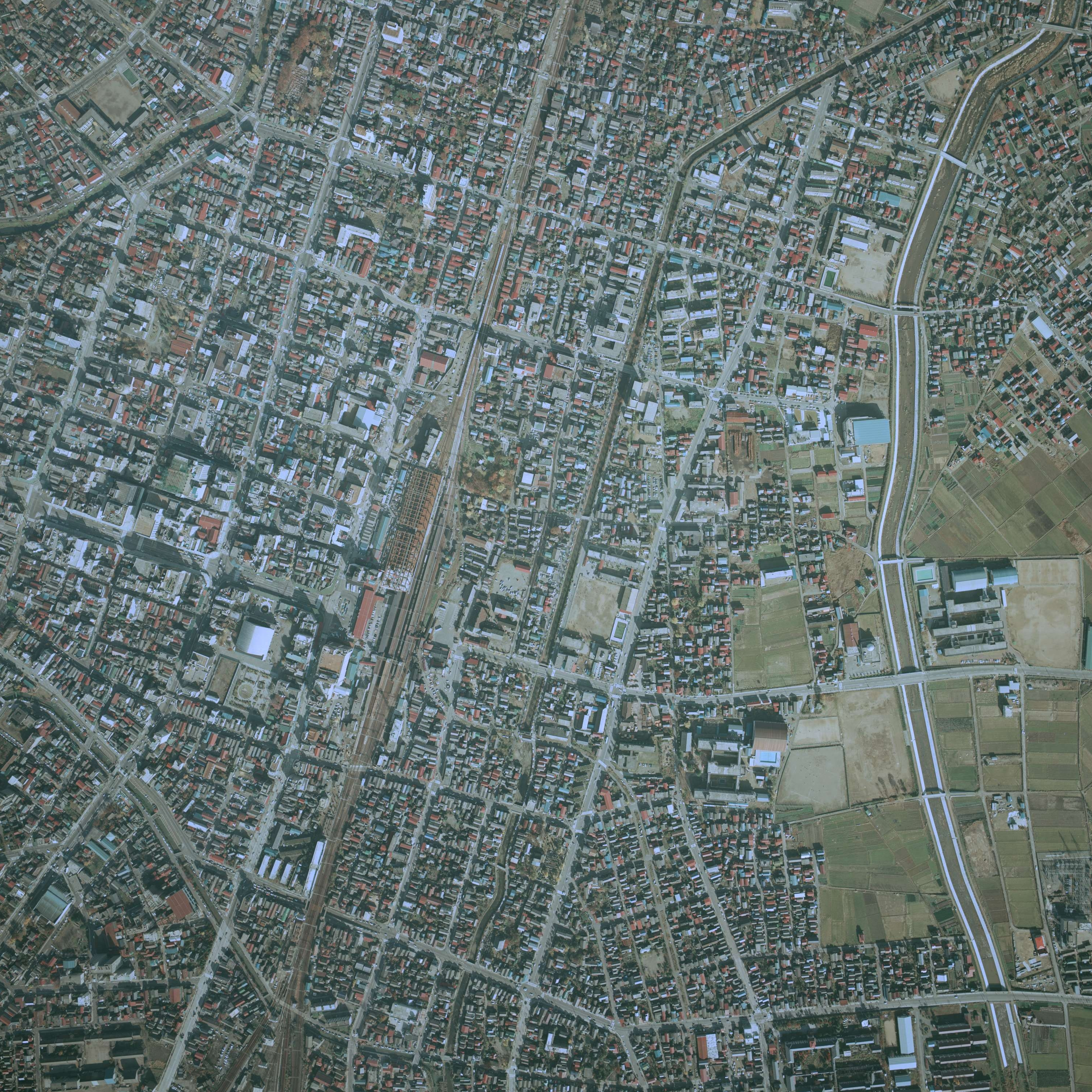
長岡駅周辺の空中写真（1975年11月撮影）

  - 6月16日：北越鉄道線の一ノ木戸 - 長岡間開業時に一般駅として開業する[1][2]。
  - 12月27日：北越鉄道線が北条駅まで開業。
- 1907年（明治40年）8月1日：北鉄鉄道が国有化され、帝国鉄道庁の駅となる。
- 1916年（大正5年）9月9日：栃尾鉄道線（のちの越後交通栃尾線）が乗り入れ。
- 1926年（大正15年）11月：鉄筋の駅舎に改築完了。
- 1947年（昭和22年）
  - 10月1日：国鉄の駅構内が電化。
  - 10月10日：長岡市内に昭和天皇の戦後巡幸。お召し列車が発着[3]。
- 1953年（昭和28年）2月24日：ホームにそば屋が開店[新聞 1]。
- 1954年（昭和29年）7月1日：構内地下道が着工[新聞 2]。
- 1955年（昭和30年）
  - 2月1日：構内地下道の開通式を挙行（国鉄駅前から東口栃鉄長岡駅まで99メートル完成）[新聞 3]。
  - 7月28日：駅舎屋上に「長岡駅」のネオンが点灯[新聞 4]。
  - 8月1日：構内地下道が完成（残りの53メートル）[新聞 5]。
- 1960年（昭和35年）3月末：ホームをかさ上げ[新聞 6]。
- 1964年（昭和39年）
  - 6月9日：昭和天皇、香淳皇后が第19回国民体育大会開催に合わせて県内を行幸啓。新発田駅発、長岡駅着のお召し列車が運行[4]。
  - 6月10日：長岡駅発、直江津駅行きのお召し列車が運転。
- 1967年（昭和42年）11月15日：貨物の取り扱いを南長岡駅に移管し、廃止。
- 1969年（昭和44年）12月5日：自動券売機5台を新設[新聞 7]。
- 1970年（昭和45年）8月1日：旅行センターの営業を開始[新聞 8]。
- 1974年（昭和49年）7月10日：駅舎改築工事のため、仮駅舎の使用を開始[新聞 9]。
- 1975年（昭和50年）4月1日：越後交通栃尾線が廃止。
- 1980年（昭和55年）
  - 4月17日：現駅舎が竣工し、開業[新聞 10]。
  - 7月3日：新潟県内初の駅ビル「セゾン・ド・ナガオカ」（SAISON）がオープンし[新聞 11][新聞 12]、2日に完成式を挙行。
  - 9月1日：連絡通路が開通[新聞 13]。
  - 11月5日：上越新幹線の試運転が開始される（長岡 - 新潟車両基地間）。
- 1982年（昭和57年）
  - 4月17日：コンコースの大壁画除幕式が挙行[新聞 14]。
  - 11月15日：上越新幹線が開業し、長岡駅は速達列車の停車駅となる。
- 1985年（昭和60年）12月4日：西口駅前広場の完成式を挙行[新聞 15]。
- 1987年（昭和62年）4月1日：国鉄分割民営化により、JR東日本の駅となる。
- 1998年（平成10年）7月1日：大手口に火焔土器のモニュメント設置[新聞 16]。
- 1999年（平成11年）
  - 4月14日：新幹線で自動改札機の供用を開始[5][新聞 17]。
  - 12月24日：大手口にエレベータ設置、完成式典挙行[新聞 18]。
- 2004年（平成16年）：駅ビル内の核テナントだった「SAISON」が改称し、「CoCoLo」となる。
  - 10月23日：新潟県中越地震で被災。東口自由通路の天井が破損し水漏れが発生するなどの被害を受けた。その後発生した余震によって駅舎が一時立入禁止となるなど、営業に支障をきたす状況がしばらく続く。
- 2006年（平成18年）：在来線・新幹線改札口の改修工事が開始される。
- 2007年（平成19年）
  - 3月28日：在来線改札口に自動改札機が設置される。
  - 改札口周辺の改修工事に伴い駅ビル内と改札口を結ぶ連絡通路が閉鎖され、エスカレーター・階段の設置工事が実施される。
- 2008年（平成20年）3月15日：新潟近郊区間拡大により、ICカード「Suica」の利用が可能となる（信越本線 新潟方面のみ）[JR 1]。モバイルSuica特急券のサービス開始[JR 2]。
- 2009年（平成21年）：エレベーター・階段・上りエスカレーターを併設する東西自由連絡通路が増築のうえ完成する。
  - 3月14日：上越新幹線 当駅 - 長岡駅間でSuica FREX定期券の利用が可能となる[JR 3]。
- 2011年（平成23年）12月22日：長岡駅周辺整備事業の一環として2010年度（平成22年度）に工事着手していたペデストリアンデッキ「大手スカイデッキ」が開通したことに伴い、東西連絡通路が一部全通した。
- 2012年（平成24年）4月：アオーレ長岡の開館に伴い東西連絡通路、大手スカイデッキからの連絡通路が全通し長岡駅と直結する。
- 2014年（平成26年）4月1日：新潟近郊区間拡大により、上越線および信越本線 柏崎方面でICカード「Suica」の利用が可能となる。ただし、上越線は宮内駅と小千谷駅、信越本線 柏崎方面は宮内駅・柏崎駅・直江津駅での乗降する場合のみ[JR 4]。
- 2016年（平成28年）6月：新幹線ホーム11・12番線に、安全柵が設置される（6両分のみ）。新幹線ホーム12番線頭上に、電光式の乗車位置案内表示機が設置される[注 1]。
- 2017年（平成29年）
  - 新幹線改札口内に赤ちゃんルームが設置される。
  - 新幹線改札口内に列車編成の案内表示機が設置される[注 1]。
  - 10月5日：コンコース階のCoCoLo長岡 西館がリニューアルオープンする[新聞 19][6]。
- 2018年（平成30年）
  - 4月1日：びゅうプラザの運営がびゅうトラベルサービスに移管される。
  - 7月20日：CoCoLo長岡1Fお土産品街がリニューアルオープンする[JR 5]。
- 2019年（令和元年）12月10日：CoCoLo長岡の生鮮食品売り場が「CoCoLoMart」としてリニューアルオープンする[JR 6]。
- 2020年（令和2年）
  - 2月29日：びゅうプラザが閉店。
  - 3月14日：新幹線eチケットサービス開始[JR 7]。
- 2021年（令和3年）3月13日：タッチでGo!新幹線のサービスを開始[JR 8]。

## 駅構造

### JR東日本

#### 在来線
橋上の改札内には屋内待合室が設置されているほか、発車標、化粧室、エレベーターが設置されている。

##### ホーム
在来線ホームは東口側の地平部にあり、3面5線のホームを有している。1番線が単式ホーム、2・3番線と4・5番線は共に島式ホームとなっている。通常の旅客列車は島式の2 - 5番線の4線のみを使用している。単式の1番線は2007年（平成19年）以降は客扱いに使用されておらず、通過線となった。特急列車は原則として下り新潟方面は2番線から発車し、上り直江津方面は4番線から発車する。
大手口側にある単式ホームの1番線は以前、新潟方面の特急・急行列車の一部が発着していたが、ほくほく線経由の特急「はくたか」号が誕生した1997年（平成9年）以降、当駅を起終点とする特急列車の運行本数が減少したことに加え、駅舎内の再開発により1番線への階段部分を狭くするなどした影響を受けて、定期の旅客列車の発着がなくなり、臨時ホームの位置付けとなった。臨時ホームとなってからも、改札内の化粧室が1番線に設置されていたため、ホーム自体は開放されていたが、2007年（平成19年）春に大規模改修を行った際に、改札口から1番線に至る階段と、在来線相互間乗り換え専用通路の地下のりかえ通路が業務用通路となったことにより閉鎖され、また、改札内の化粧室が跨線橋上に新設されたため、旅客用としての1番線は使用停止となった。1番線は信越本線の下り本線であり、専ら貨物列車の通過に使用されているが、通常時は一般利用者は立入りできない。なお、長岡まつり大花火大会の開催時には、臨時改札口が1番線と地上改札口脇の業務用出入口に設けられ、地下連絡通路も同時に開放されることがある（臨時改札口には移動型の自動券売機と簡易Suica用改札が設置されている）。
駅舎2階の在来線改札口・新幹線のりかえ口と、ホーム相互間は跨線橋で連絡している。かつては地下連絡通路が併用されていたが、2007年（平成19年）の改修以後は業務用の通路として使用されている。
また、バリアフリー対策として、両ホームにエスカレーターとエレベーターが設置されている。これらはいずれも長岡市の事業である「長岡市交通バリアフリー基本構想｣に基づいて設けられた｢長岡市公共交通設備整備費補助金交付要綱｣による補助金交付によって改札内のエレベーターやエスカレーターといった昇降設備、さらには在来線改札内の多機能トイレが整備された。
| 番線  | 路線                               | 方向                               | 行先                               | 備考                          |
| ----- | ---------------------------------- | ---------------------------------- | ---------------------------------- | ----------------------------- |
| 1     | （下り通過列車のみ、通常時は閉鎖） | （下り通過列車のみ、通常時は閉鎖） | （下り通過列車のみ、通常時は閉鎖） |                               |
| 2     | ■信越本線                          | 下り                               | 東三条・新津・新潟方面             | 一部列車は3・4・5番線から発車 |
| 3 - 5 | ■信越本線                          | 上り                               | 柏崎・直江津方面                   |                               |
| 3 - 5 | ■上越線                            | 上り                               | 小千谷・小出・六日町方面           |                               |

#### 新幹線ホーム
ホームは高架部3階にあり、外側の副本線（待避線）に設置された相対式ホーム2面2線と中央に通過本線2線を有する。当駅にはほとんどの列車が停車するため通過本線を利用する旅客列車は1往復のみである。
11番線ホームは本線側にしか線路がないため相対式に分類されるが、高架橋の形状は島式ホームと同様になっている。11番線の反対側は線路・架線とも敷設されておらず、現在は使用されていないが、必要になれば線路・架線を敷設することで増築等せずに使用できるようになっている。下りホームには売店はなく、自動販売機のみが設置されている。
12番線ホームには、売店｢KIOSK｣・駅弁販売店・自動販売機などが設置されている。12番線の反対側は高架橋そのものが建設されておらず、直接ホームの外壁となっているが、駅舎を東口側に拡幅することで島式に変更できる構造となっている。上りホームのみホーム頭上には電光式の乗車位置案内表示器が設置されている。
先述の通り現在の2面2線から、2面4線へ追加できるようになっているのは、上越新幹線の他に青森から大阪まで結ぶ「日本海縦貫新幹線」（羽越新幹線）を通すためである。実現すれば、青森 - 大阪間と、東京までを「T字」に結ぶ要になるが、2020年代に入った現在も羽越新幹線を新設する予定はない。
平日朝に当駅始発の「とき」号新潟行きが1本設定されている。また、「長岡まつり大花火大会」開催時には、当駅始発の臨時列車も複数運転される。
| 番線 | 路線       | 方向 | 行先     |
| ---- | ---------- | ---- | -------- |
| 11   | 上越新幹線 | 下り | 新潟方面 |
| 12   | 上越新幹線 | 上り | 東京方面 |

#### 構内設備
直営駅として、JR東日本新潟支社が運営しており、駅長・副長が配置されている。新潟駅同様、遺失物案内所はJR東日本新潟シティクリエイト（JENIC）に業務委託している。また、長岡営業統括センターの所在駅である。当センターの所長は当駅の駅長を兼務し、副所長は越後湯沢駅、上越妙高駅、柏崎駅、十日町駅、燕三条駅の各駅長が兼務している。
駅機能を置く2階には、店舗型のみどりの窓口、タッチパネル式自動券売機、多機能券売機、指定席券売機のほか、売店「NewDays」、西側通路沿いにATMとVIEW ALTTEのATM・化粧室などがある。
自動改札機は在来線と新幹線（新幹線のりかえ改札口併設）双方の改札口に設置されている。
在来線はSuicaの新潟エリアに含まれており、在来線改札口の全通路でSuicaおよび相互利用を実施している交通系ICカードが利用でき、新幹線改札においても全通路で新幹線eチケットサービスと長岡 - 新潟間が含まれるSuica定期券が利用可能となっている。

##### ATMコーナー
- VIEW ALTTE
- 大光銀行・長岡信用金庫共同機
- 第四北越銀行
- JAバンク

また、駅ビルCoCoLo長岡の食品館、レストラン街にセブン銀行のATMがある。

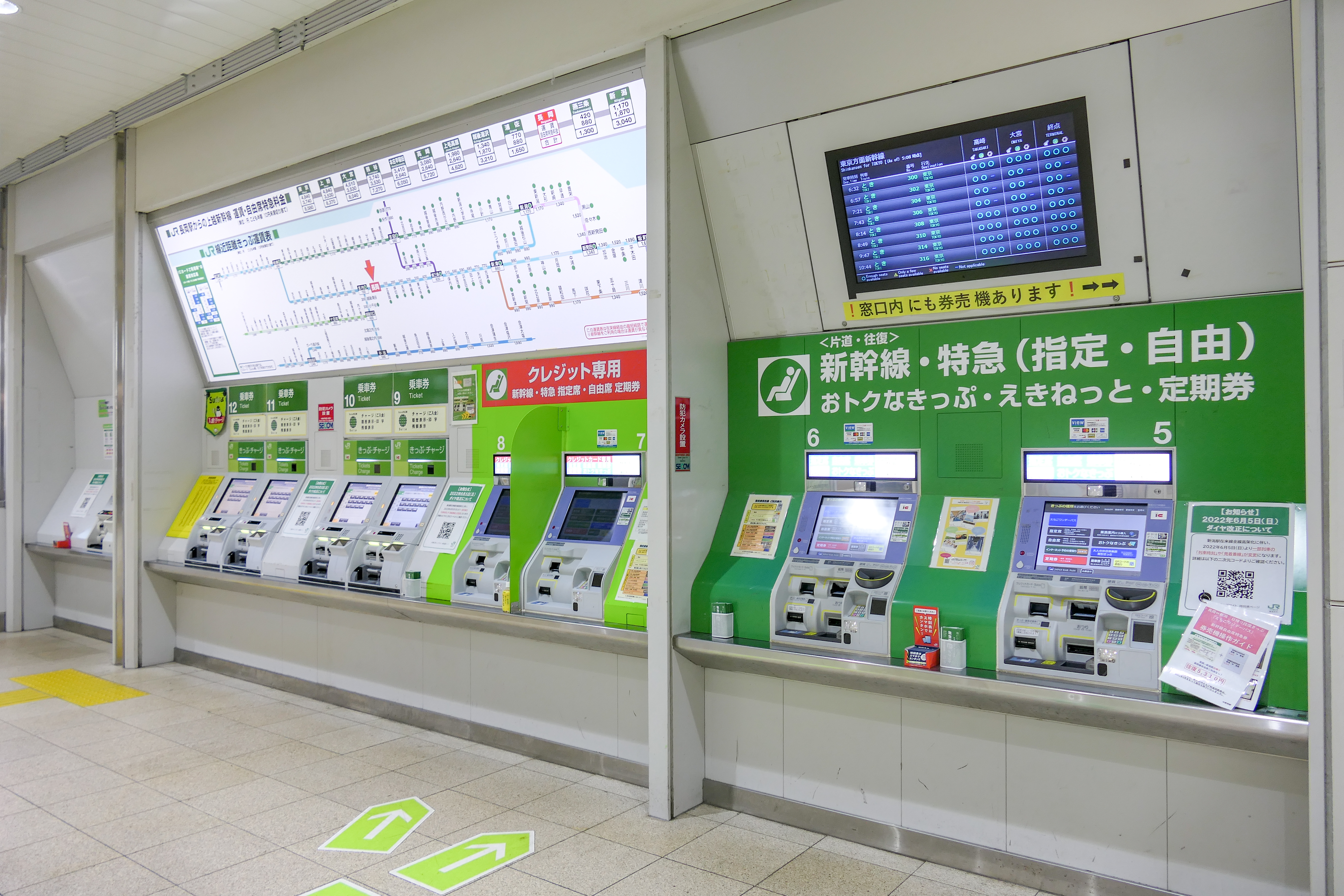
きっぷうりば（2022年7月）
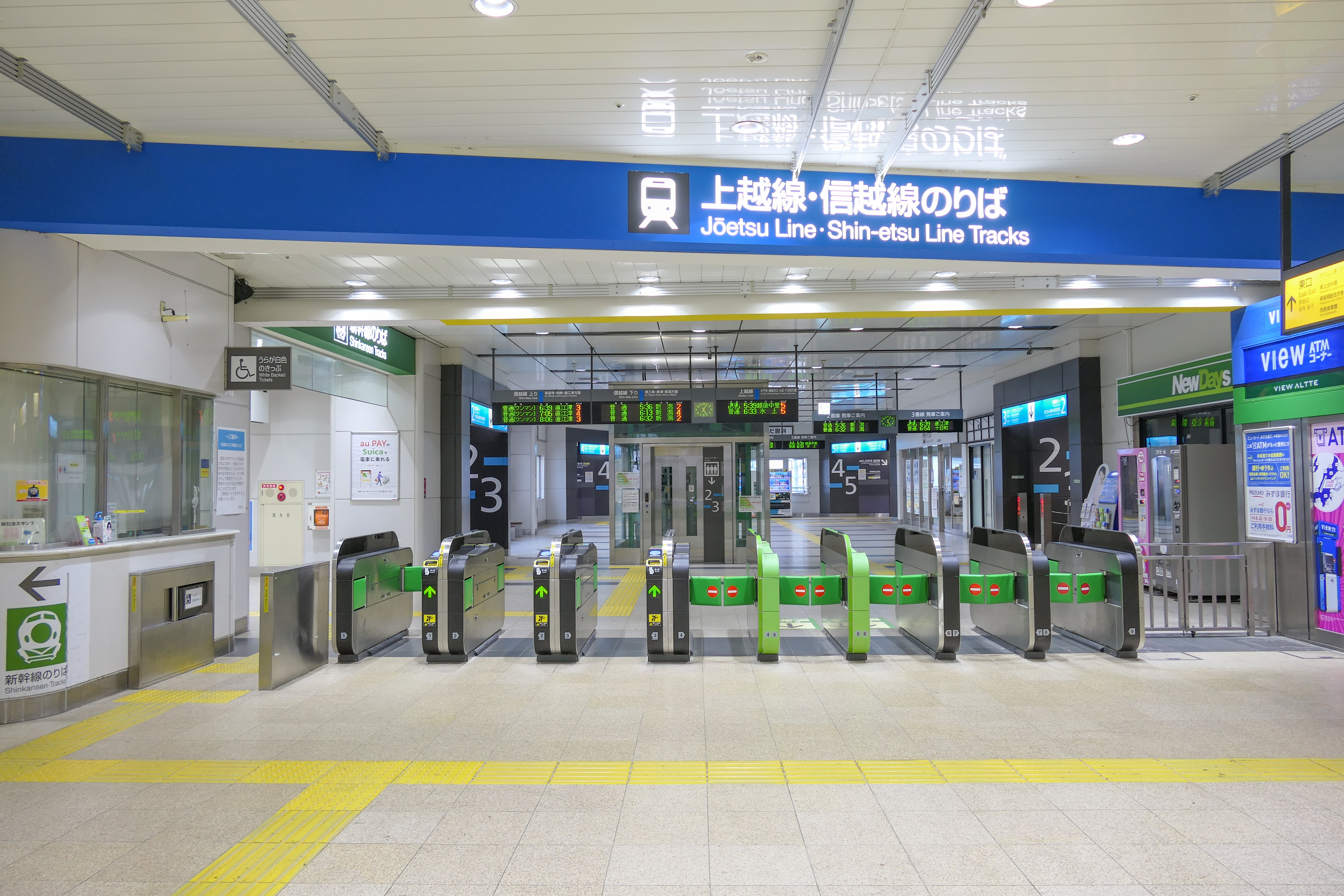
在来線改札口（2022年7月）
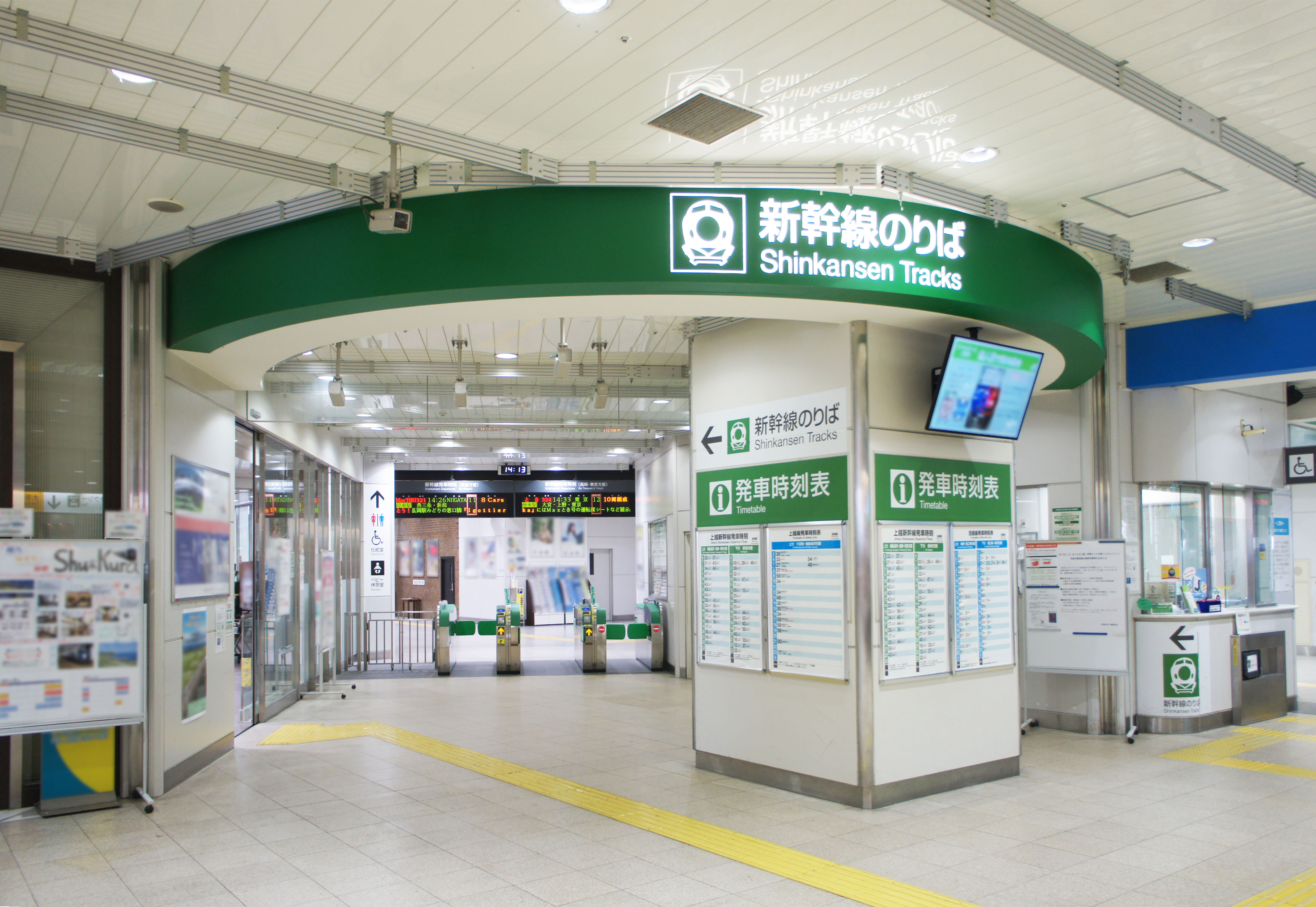
新幹線改札口（2021年9月）
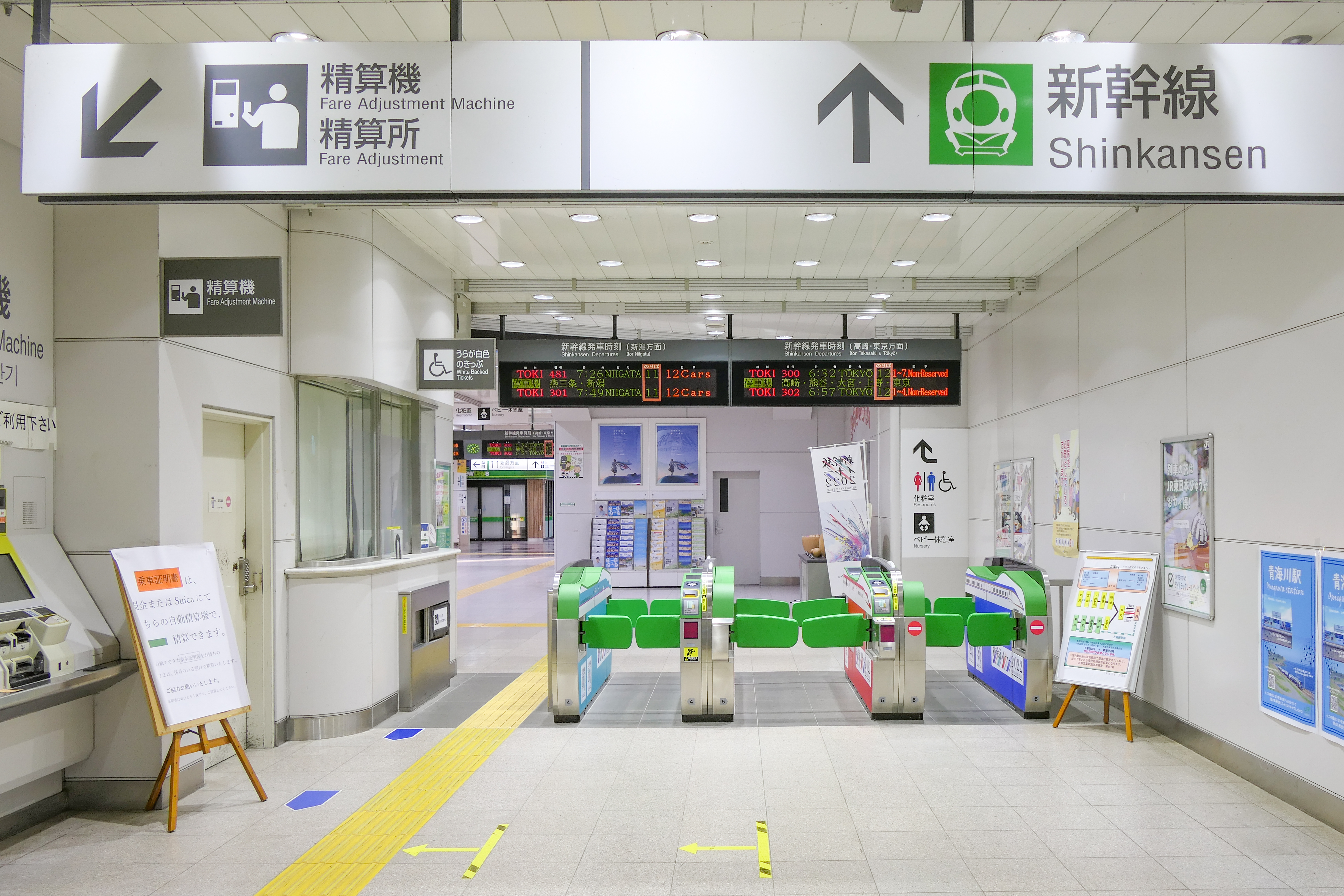
在来線-新幹線乗換改札口（2022年7月）
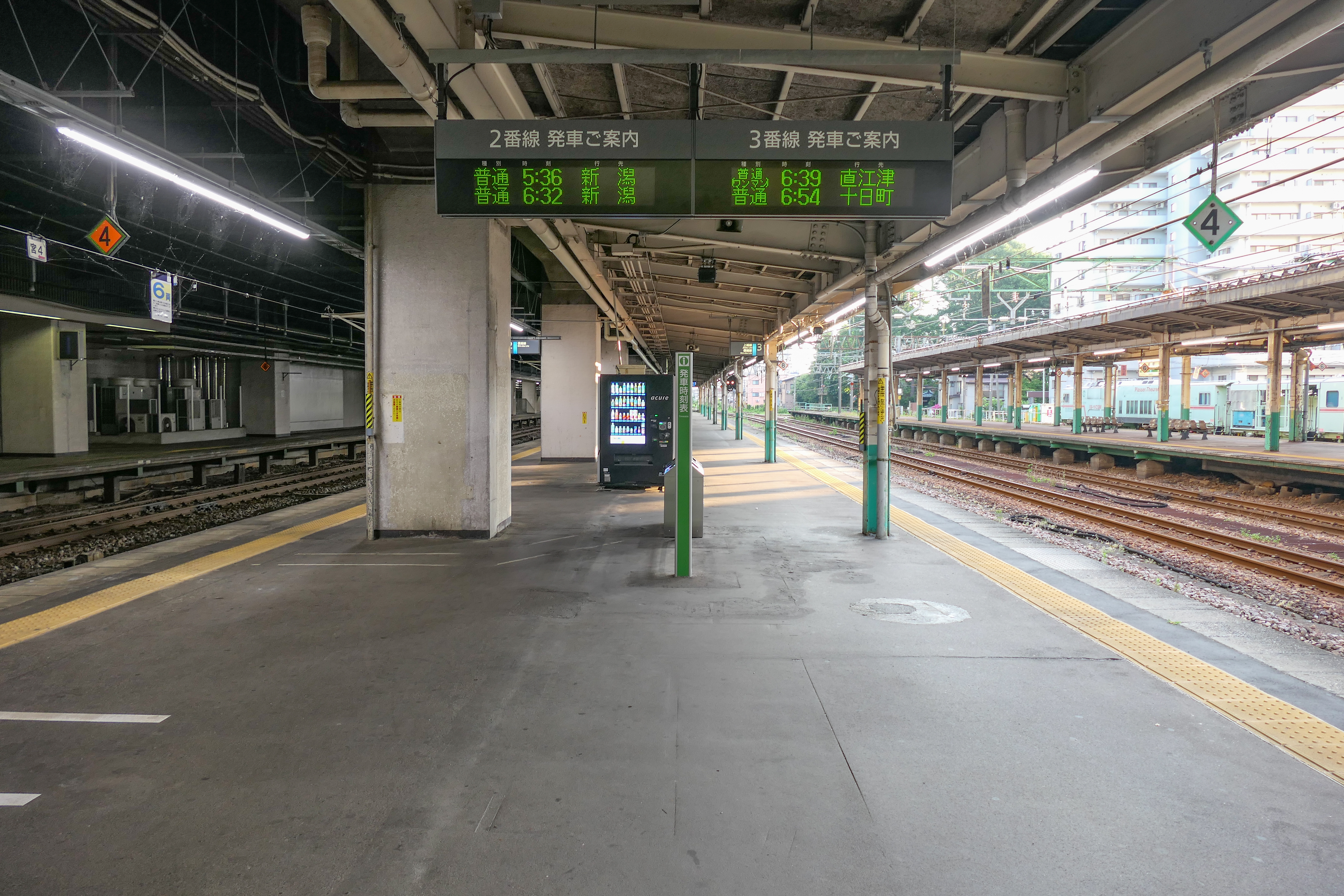
在来線2・3番線ホーム（2022年7月）
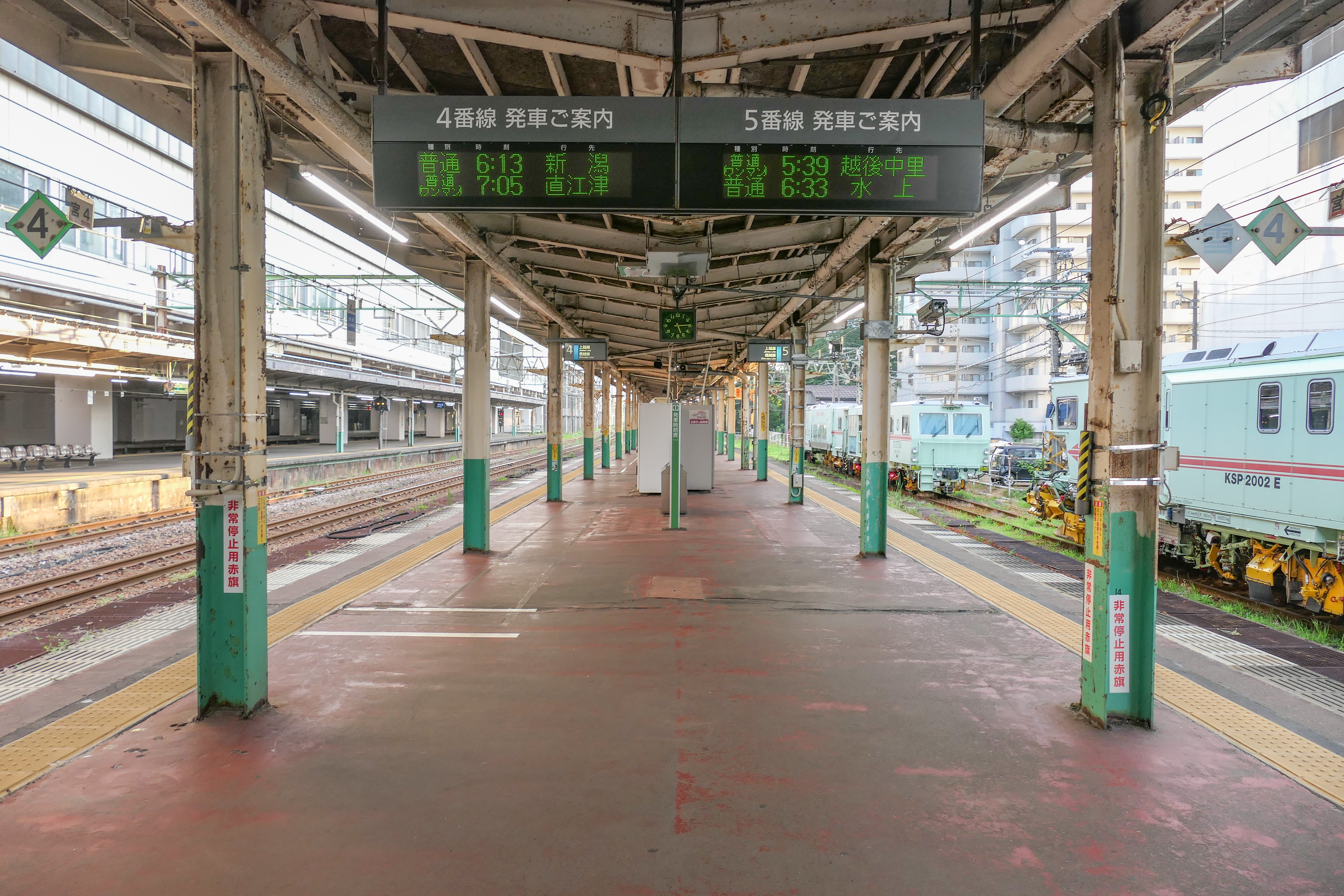
在来線4・5番線ホーム（2022年7月）
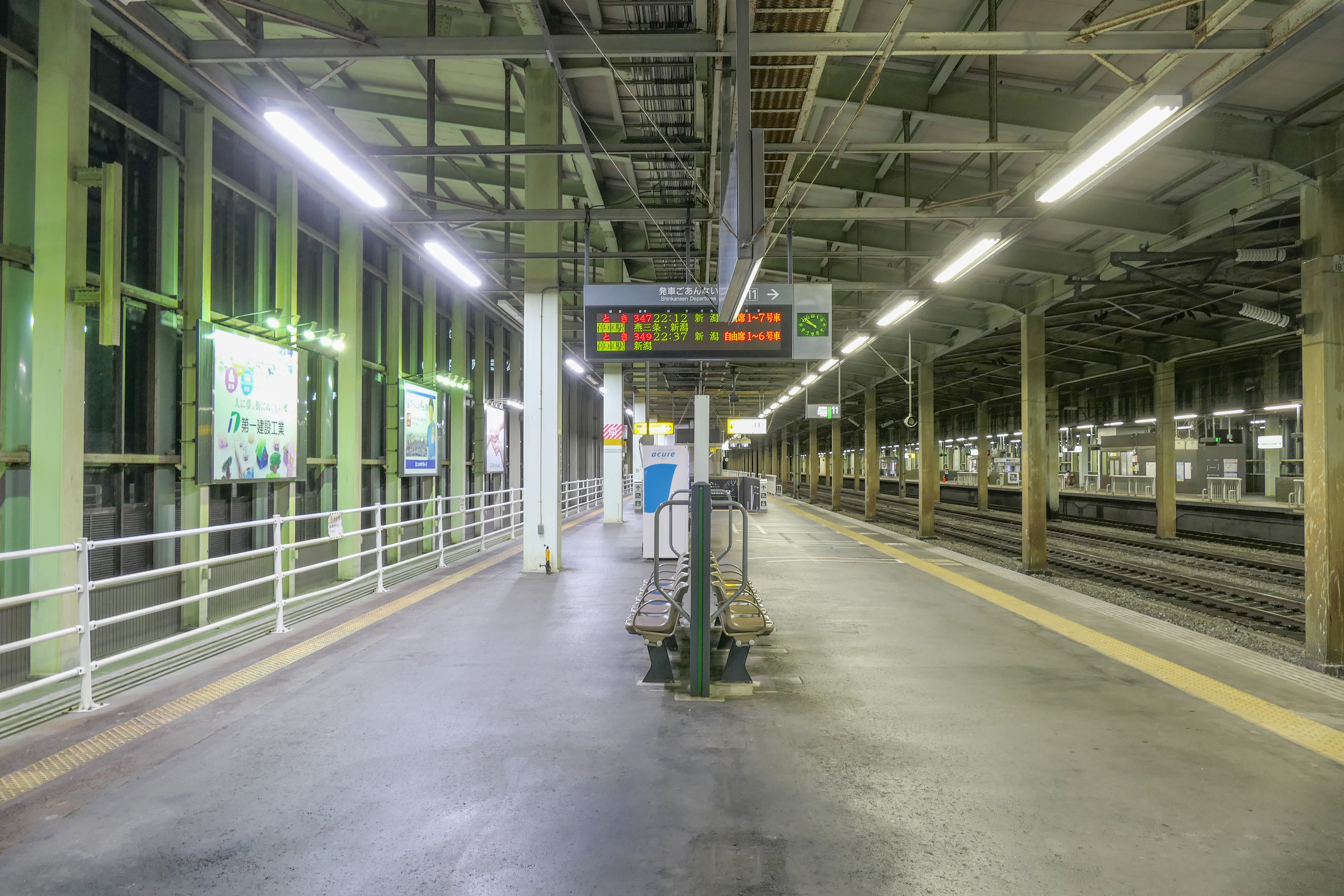
新幹線11番線ホーム（2022年7月）
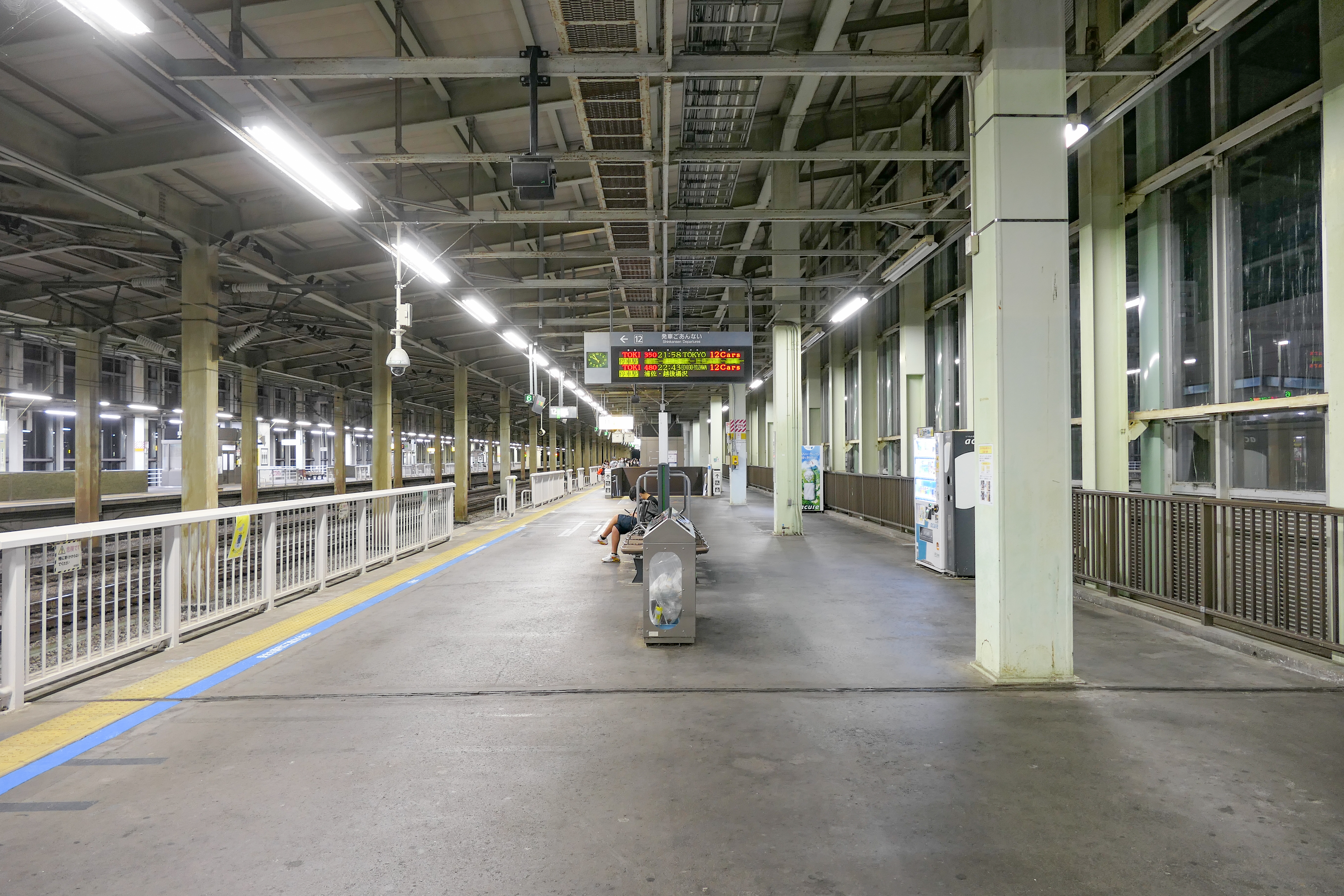
新幹線12番線ホーム（2022年7月）
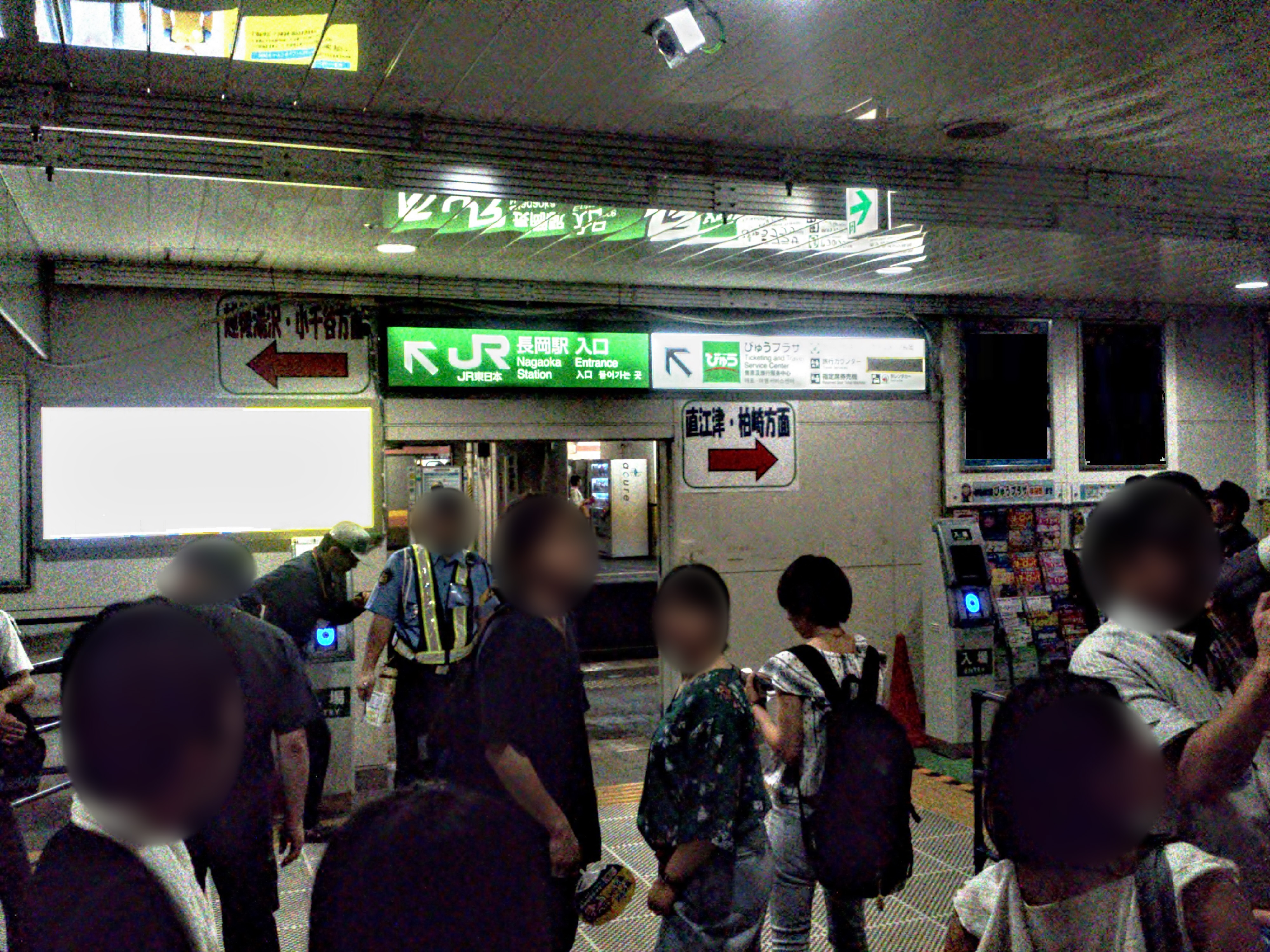
臨時改札（2017年8月）
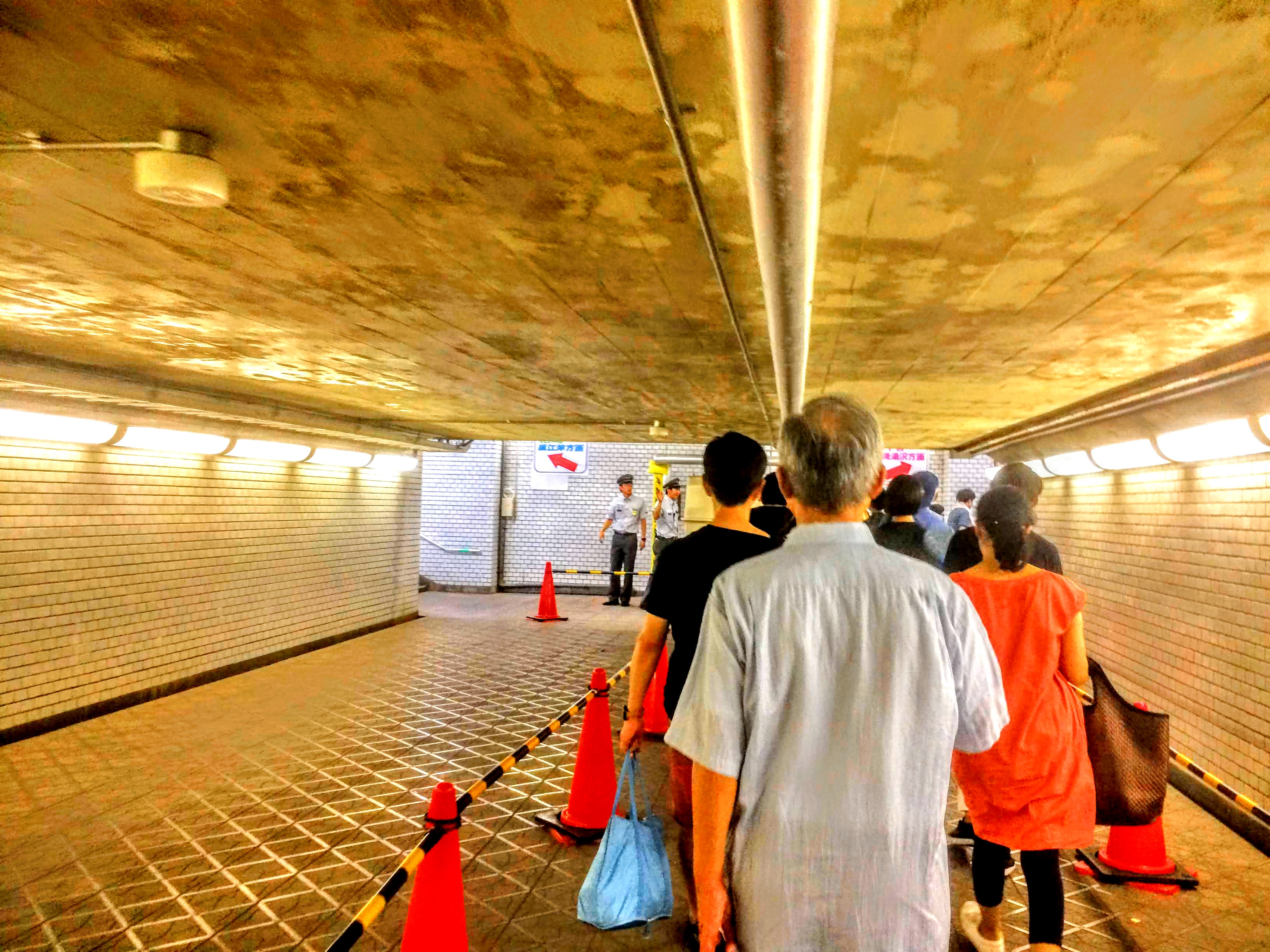
在来線地下通路（2018年8月）

#### エントランス
駅の入口は駅舎東西に2か所ある。

##### 大手口
駅の西側に設けられている正面口は、長岡城の本丸に通じる城門を「大手門」と呼んでいたことに因んで大手口（おおてぐち）と呼ばれ、旅客や歩行者の出入口として北口・中央口・南側の東西自由通路からの出入口の3箇所が設けられている。
また、駅舎1・2階には駅ビル「CoCoLo長岡」がある。前述の出入口のほか、CoCoLo長岡のエントランスが5カ所・北側のメディカルヘルシーモールに1カ所あり、このほかにもCoCoLoの各テナントに設けられた出入口などからも営業時間内であればそれらを経由しても出入りできる。
以前は1番線の北側（現在のCoCoLo食品館の位置）に団体用待合室並びに専用改札口が、セゾン1階中央階段上り口付近に改札口が設けられていたが、団体用改札口は「セゾン・ドゥ」への改修時に、セゾン内改札口は1990年代に閉鎖されている。
現在の駅前広場は1985年（昭和60年）12月に完成した。なお、建設にあたっては建物移転に大きな時間を要した。
毎年8月に行われる長岡まつり（花火大会）終了は新潟県内や首都圏方面へ帰宅する観覧客で激しい混雑となる。このため、JR東日本では大手通りを交通規制した上で目的地別の整列入場を行っている。

##### 東口
JR東日本ホテルズの「ホテルメッツ長岡」（JR東日本新潟シティクリエイトが運営）が東口駅前広場に面して所在し、自由通路と直結している。かつて、この東口側は越後交通栃尾線（悠久山 - 長岡 - 栃尾間）の中心駅となっていた。現在、栃尾線の長岡駅跡地は東口・ロータリーのほか、越後交通ビル、E・PLAZAの敷地となっている。なお、「ホテルメッツ長岡」では、2021年（令和3年）2月17日より、駅ナカシェアオフィス「STATION WORK」の利用が可能となっている（事前予約制）。

#### 自由通路
大手口と東口の間には、駅舎東西を横断する自由通路が2箇所設けられている。通路内には西側と東側に1カ所ずつエレベーターが設置されている。

##### 地下通路
先に竣工したのは駅東西を地下で横断する「長岡駅地下通路」で、延長は114メートル。歩行者に加え、手押し状態であれば自転車・バイクの通行も可能である。
1955年（昭和30年）8月1日に開通し、かつては大手口側の国鉄駅舎と東口側の越後交通駅舎との間の連絡通路となっており、通路内の東口側には商店街も設けられていたものの、駅舎改築および自由通路の竣工により通行者が減少し、加えて通路自体の老朽化などもあって出店していた店舗も年々撤退し、東口駅前広場の整備の必要もあったことから、商店街は1989年（平成元年）10月に閉鎖された。自由通路を通行できるのは歩行者のみに限られていることから、地下通路はその後も主に自転車が駅舎東西間を横断する手段として存続しており、2011年（平成23年）に新設された大手口地下自転車駐車場と、1994年から設置されている東口地下自転車駐車場に接続している。
長岡市では「長岡駅周辺整備事業」の一環として2009年度（平成21年度）から2箇年にわたって大規模改修を実施し、東西双方の地下駐輪場との直結化やコンベア付き階段の新設、バリアフリー化などを行い、利用環境が改善した。

##### 東西自由通路・大手スカイデッキ

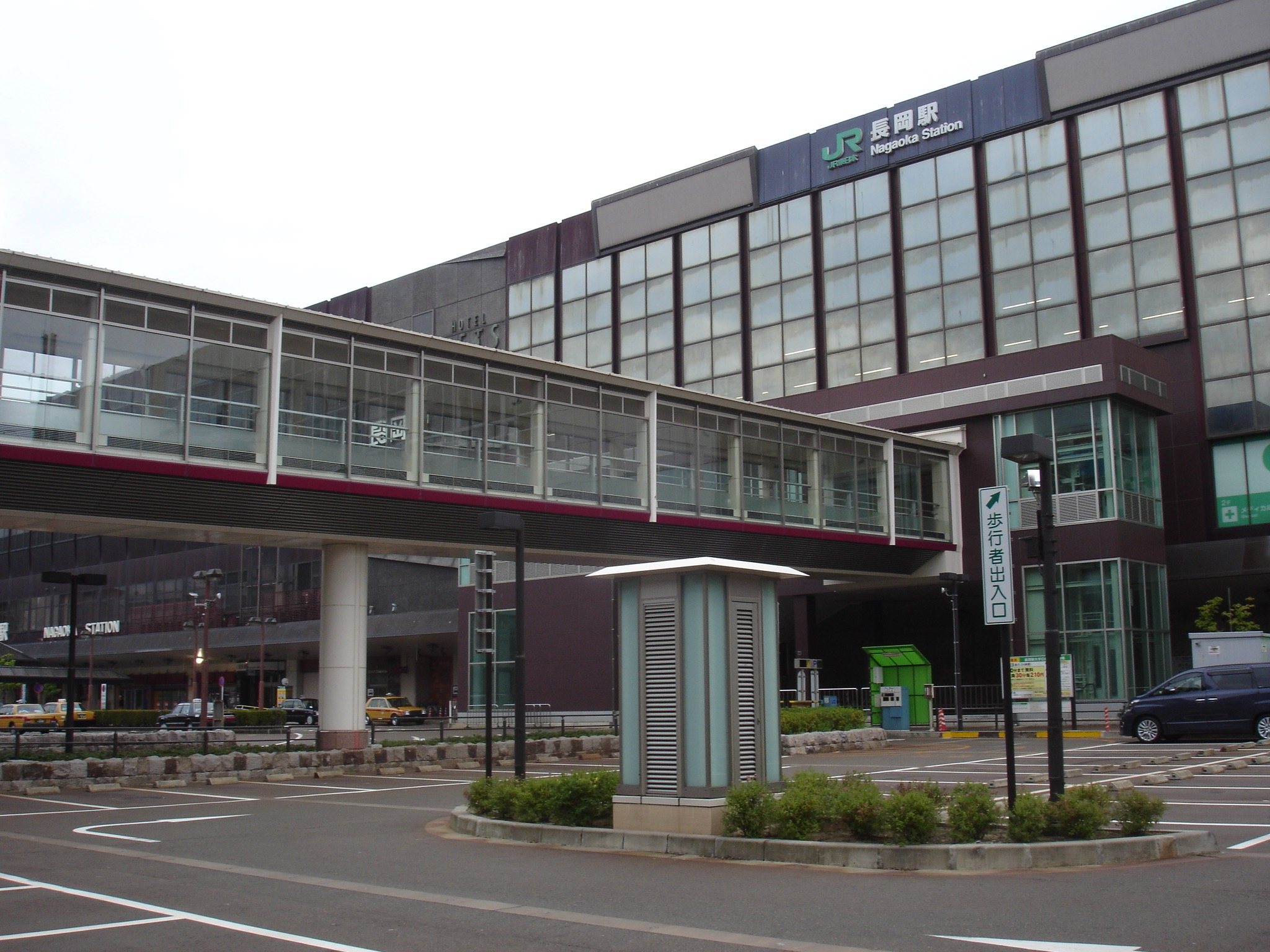
大手スカイデッキ（2015年8月）

後から竣工し、駅舎2階部分を経由して在来線ホームを横断する「長岡駅東西自由通路」は1980年（昭和55年）、現駅舎の建設に合わせて開通し、前述の地下通路と併せ駅舎東西間の歩行者動線が強化された。こちらは前述の通り歩行者のみが通行可能で、自転車は通行できない。
しかし、大手口側には動線が無く、駅舎内では改札口付近もしくはCoCoLoのフロア内を大きく迂回しなければならない構造となっていたため、駅舎東西間の歩行者の動線が複雑化していた。加えて駅舎内はJRを利用する旅客動線と東西自由通路の歩行者動線とが混在し、また駅施設と駅ビル施設の配置が分散するなど、分かりにくい構造となっていた。
JR東日本では2000年（平成12年）11月に発表した中期経営構想「ニューフロンティア21」において、駅施設の利便性向上と高収益化を目指す施策「ステーションルネッサンス」への取り組みを掲げた。また、長岡市は2001年度（平成13年度）から2002年度（平成14年度）にかけて「長岡市交通バリアフリー基本構想」を策定し、これに基づいてJR東日本新潟支社に対し駅舎内の施設改善を要請した。
これらを受けてJR新潟支社と長岡市は共同で「長岡駅ステーションルネッサンス計画」を策定し、2006年（平成18年）秋から2007年（平成19年）春にかけ、駅施設・駅ビル施設の再配置とバリアフリー化による駅舎内の移動円滑化を目的とした改装工事を実施し 、窓口や改札口などの駅施設を駅舎北側に、店舗などの駅ビル施設を南側にそれぞれ集約させたほか、各種バリアフリー設備の新設を行った。
この間、2007年（平成19年）3月28日から新幹線・在来線の改札口を分離して「のりかえ口」を新設し、在来線改札口で自動改札機の供用を開始。改装前は改札南側に設けられていた券売機・みどりの窓口・旅行センター（びゅうプラザ）を北側に移設し、在来線改札内コンコースに待合室を新設した。この待合室は、椅子や壁面などの内装材に新潟県産のスギ材（越後杉）を使用している。これはJR新潟支社が「越後のふるさと木づかい事業」（新潟県産木材の利用拡大を図って公共施設の木質化を推進する新潟県の事業）による補助金の給付を受けて設置したものである。また、各ホームのエレベーターや多機能トイレなどバリアフリー設備の整備費用の一部には、長岡市の補助金が用いられている。
この一連のステーションルネッサンス計画により、改札口周辺の歩行者動線の整理が図られた。
その後、長岡市では、「長岡駅周辺整備事業」の一環として2009年度（平成21年度）から自由通路の改修と、それに直結する「長岡駅大手口ペデストリアンデッキ」の新規整備に着工した。まずCoCoLoの2階フロアを分割して自由通路を西側へ延伸し、大手口南口1階へ至る通路を新設する工事が実施され、2010年（平成22年）3月31日に竣工。この改修により、大手口側と東口側の駅前広場の間は、駅舎2階部をほぼ一直線に直通できる構造に改善された。続いて大手口側では、自由通路から大手通りなどへ至るデッキの新設が実施され、2011年（平成23年）12月22日に竣工。大手口バスターミナルや大手通り、城内通りとの徒歩連絡が可能となった。さらにアオーレ長岡のグランドオープンに合わせ、2012年（平成24年）4月1日にアオーレの東棟3階と直結する南西側のデッキが開通し、全面竣工した。なお、全面竣工にあたって大手口側のデッキは一般公募により、愛称「大手スカイデッキ」が付与された。このスカイデッキの開通により、駅の東西間は天候や交差点に関係なく、冬季なども雪や雨に濡れずに往来することができるようになった。
この一連の駅周辺整備事業により、大手口側の歩行者動線が改善されたほか、駅利用者および駅ビル来館者と、駅を利用しない歩行者の動線が分離され、駅舎東西間の通行環境が改善された。
これに合わせて、それまでの大手口側にある長岡駅前交差点の信号機は事故防止の観点から歩車分離式が採用されていたが、交通量の増加とスカイデッキ開業による通行者分散を見込んで、歩車分離式の採用を終了している。

### 越後交通栃尾線（廃線）
1975年（昭和50年）3月まで、構内東側に越後交通栃尾線が乗り入れていた。地上駅で、有人駅であった。島式2面4線（うち最も西側の1線の悠久山方は行き止まり）の旅客ホームと、国鉄との積替ホームを含む2面の貨物ホーム、複数の貨物側線があった。2面の旅客ホームと駅舎の間はアーチ形の屋根のある構内踏切で結ばれていた。

## 駅弁
駅弁はすべて池田屋が調製・販売している。新幹線ホーム上の駅弁屋で販売を行っている。主な駅弁は下記の通り。
- 越後長岡喜作辨當
- 牛めし
- 火焔釜めし

## 利用状況
JR東日本によると、2023年度（令和5年度）の1日平均乗車人員は10,633人である。また、新幹線の1日平均乗車人員は4,158人である。
2000年度（平成12年度）以降の推移は以下のとおりである。
| 1日平均乗車人員推移 | 1日平均乗車人員推移 | 1日平均乗車人員推移 | 1日平均乗車人員推移 | 1日平均乗車人員推移 | 1日平均乗車人員推移 | 1日平均乗車人員推移 | 1日平均乗車人員推移 | 1日平均乗車人員推移           |
| 年度                | 計                  | 計                  | 計                  | 新幹線              | 新幹線              | 新幹線              | 新幹線              | 出典                          |
| 年度                | 定期外              | 定期                | 合計                | 定期外              | 定期                | 合計                | 前年度比            | 出典                          |
| ------------------- | ------------------- | ------------------- | ------------------- | ------------------- | ------------------- | ------------------- | ------------------- | ----------------------------- |
| 2000年（平成12年）  |                     |                     | 11,321              | 非公表              | 非公表              | 非公表              | 非公表              | [ 利用客数 2 ]                |
| 2001年（平成13年）  |                     |                     | 11,604              | 非公表              | 非公表              | 非公表              | 非公表              | [ 利用客数 3 ]                |
| 2002年（平成14年）  |                     |                     | 11,499              | 非公表              | 非公表              | 非公表              | 非公表              | [ 利用客数 4 ]                |
| 2003年（平成15年）  |                     |                     | 11,544              | 非公表              | 非公表              | 非公表              | 非公表              | [ 利用客数 5 ]                |
| 2004年（平成16年）  |                     |                     | 10,877              | 非公表              | 非公表              | 非公表              | 非公表              | [ 利用客数 6 ]                |
| 2005年（平成17年）  |                     |                     | 11,318              | 非公表              | 非公表              | 非公表              | 非公表              | [ 利用客数 7 ]                |
| 2006年（平成18年）  |                     |                     | 11,308              | 非公表              | 非公表              | 非公表              | 非公表              | [ 利用客数 8 ]                |
| 2007年（平成19年）  |                     |                     | 11,180              | 非公表              | 非公表              | 非公表              | 非公表              | [ 利用客数 9 ]                |
| 2008年（平成20年）  |                     |                     | 11,318              | 非公表              | 非公表              | 非公表              | 非公表              | [ 利用客数 10 ]               |
| 2009年（平成21年）  |                     |                     | 10,954              | 非公表              | 非公表              | 非公表              | 非公表              | [ 利用客数 11 ]               |
| 2010年（平成22年）  |                     |                     | 10,854              | 非公表              | 非公表              | 非公表              | 非公表              | [ 利用客数 12 ]               |
| 2011年（平成23年）  |                     |                     | 10,839              | 非公表              | 非公表              | 非公表              | 非公表              | [ 利用客数 13 ]               |
| 2012年（平成24年）  | 5,630               | 5,689               | 11,319              | 3,818               | 653                 | 4,472               |                     | [ 利用客数 14 ] [ 新幹線 2 ]  |
| 2013年（平成25年）  | 5,815               | 5,967               | 11,783              | 3,952               | 714                 | 4,666               |                     | [ 利用客数 15 ] [ 新幹線 3 ]  |
| 2014年（平成26年）  | 5,880               | 5,616               | 11,497              | 3,981               | 672                 | 4,654               |                     | [ 利用客数 16 ] [ 新幹線 4 ]  |
| 2015年（平成27年）  | 5,573               | 6,049               | 11,623              | 3,547               | 990                 | 4,537               |                     | [ 利用客数 17 ] [ 新幹線 5 ]  |
| 2016年（平成28年）  | 5,643               | 6,074               | 11,718              | 3,566               | 1,061               | 4,628               |                     | [ 利用客数 18 ] [ 新幹線 6 ]  |
| 2017年（平成29年）  | 5,644               | 6,050               | 11,694              | 3,631               | 1,126               | 4,758               |                     | [ 利用客数 19 ] [ 新幹線 7 ]  |
| 2018年（平成30年）  | 5,798               | 6,025               | 11,824              | 3,684               | 1,163               | 4,847               |                     | [ 利用客数 20 ] [ 新幹線 8 ]  |
| 2019年（令和元年）  | 5,555               | 5,937               | 11,493              | 3,469               | 1,194               | 4,664               |                     | [ 利用客数 21 ] [ 新幹線 9 ]  |
| 2020年（令和02年）  | 2,308               | 5,616               | 7,924               | 1,052               | 1,221               | 2,273               | −51.3%              | [ 利用客数 22 ] [ 新幹線 10 ] |
| 2021年（令和03年）  | 2,684               | 5,685               | 8,369               | 1,346               | 1,260               | 2,606               | 14.6%               | [ 利用客数 23 ] [ 新幹線 11 ] |
| 2022年（令和04年）  | 3,943               | 5,741               | 9,685               | 2,248               | 1,317               | 3,566               | 36.8%               | [ 利用客数 24 ] [ 新幹線 12 ] |
| 2023年（令和05年）  | 4,833               | 5,799               | 10,633              | 2,811               | 1,347               | 4,158               | 116.9%              | [ 利用客数 1 ] [ 新幹線 1 ]   |

## 駅周辺

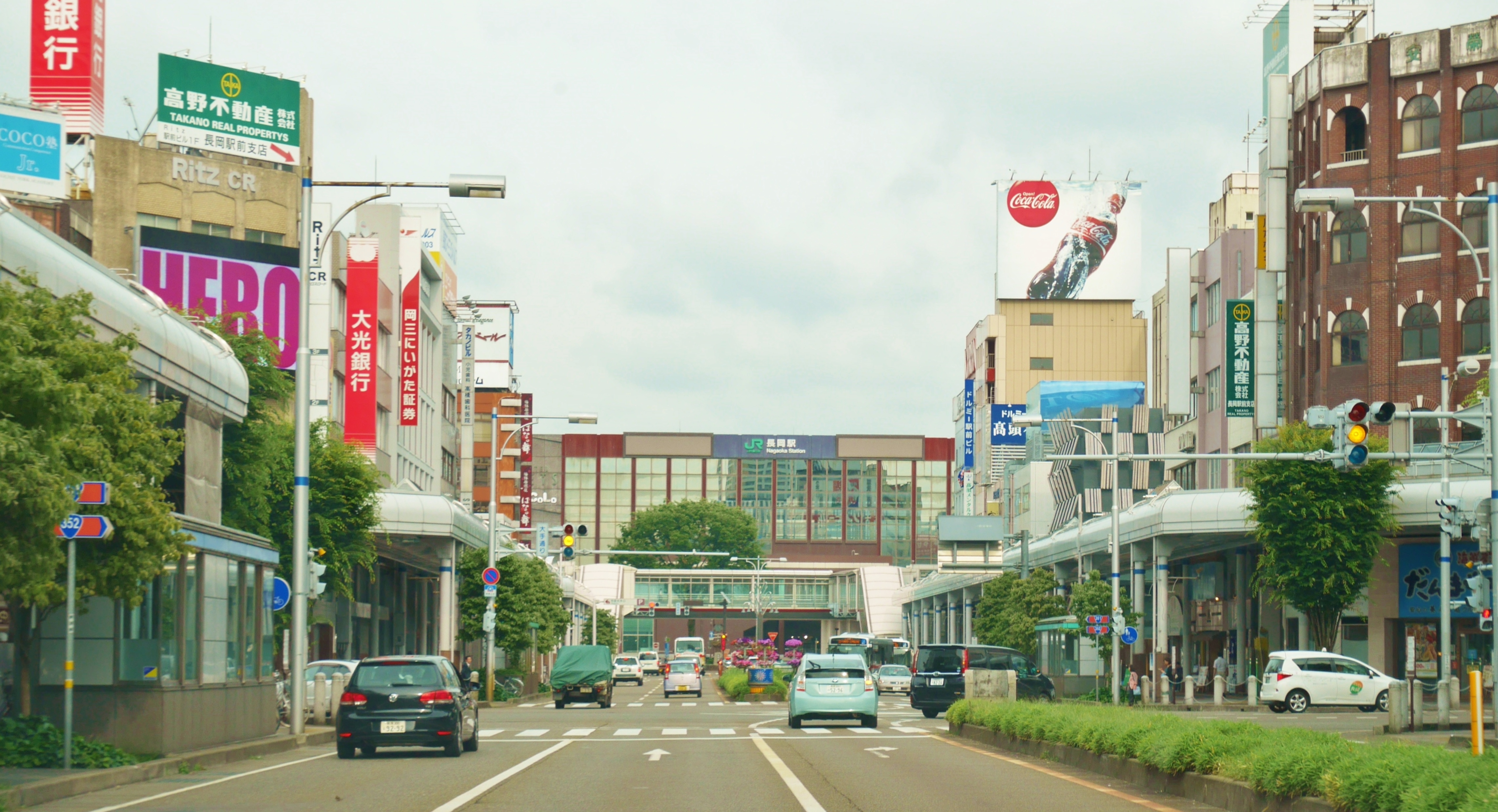
駅前の大手通り

現在長岡駅がある場所にはかつて長岡城があり、長岡駅は長岡城の本丸跡地に建てられている。現在は長岡市の中心市街地となっている。
メインストリートである大手通り沿いには高度成長期にイチムラ・大和・丸専・丸大、1970年代から1980年代にかけて長崎屋・東口にダイエー・大手口にイトーヨーカドー丸大が開業し、この時点では長岡駅周辺には大型店が7店立ち並び、大型店の店舗数としてはピークに達していた。
しかし、1989年（平成元年）に長岡駅からは信濃川を挟んだ対岸、大手大橋西詰側にジャスコ（現：イオン）が開業したのを皮切りに2000年代以降は長岡駅東口側の農地の再開発により相次ぐショッピングセンターの開業、川西の千秋地区へ郊外型大型店リバーサイド千秋やシネマコンプレックスの出店が相次いで人の流れが大幅に移り、1980年（昭和55年）に14.7万人あった中心市街地の人通りが2003年（平成15年）に5.1万人に減少した。
駅周辺の大型店は1990年代半ば以降に相次いで閉店した。1995年（平成7年）に長崎屋が閉店し、1997年（平成9年）には かつてのイチムラ百貨店がマイカル（ワーナーマイカル）系の「ダックシティ」を経て閉店。1998年（平成10年）にはテナントの撤退が相次いだ丸専は娯楽主体に転換して物販を縮小し2007年（平成19年）までに閉館・解体され、2000年（平成12年）8月には丸大がかつての本店をディスカウント店に転換していたザ・プライス丸大長岡店が閉店する。2005年（平成17年）には 東口側で唯一の大手総合スーパーだったダイエー長岡店も経営不振のための社内大規模閉店の対象となり閉店し、さらには百貨店の長岡大和が2010年（平成22年）に閉館し、建物はカーネーションプラザやNaDeC BASEに転用された。最後まで残っていたイトーヨーカドー丸大も親会社の経営不振のため2019年（平成31年）2月11日をもって閉店し、長岡駅付近の大型商業施設は駅ビルの「CoCoLo長岡」を除いて完全に消滅した。
このように大型店舗の集積地としての機能が縮小した市街地であるが、再開発による都市機能の都心回帰が進んでいる。2012年（平成24年）には市役所本庁舎のアオーレ長岡がオープンし、ザ・プライス丸大跡地にはながおか市民センター（市役所支所）、ダックシティ（イチムラ）跡地にはフェニックス大手、大和跡地には米百俵プレイスが開設された。大学など若者向けの施設が多く整備されていることが特筆される。

### 大手口側（西側）
大手口側は長岡市の中心市街地であり、商業地となっている。飲食店や物販店、宿泊施設が並ぶほか、第四北越銀行の長岡本店や大光銀行本店をはじめとした金融街・オフィス街の機能もある。90年代後半には大型アーケードの整備や全長700メートルに渡る地下駐車場などが新設されている（詳細は新潟県道36号長岡停車場線#アーケード・地下駐車場・シンボルロードの整備を参照）。また、タクシー乗り場と越後交通のバス乗り場がある。

#### 交通
- 大手通り、大手大橋通り、大手大橋（新潟県道36号長岡停車場線・国道351号）
- 城内通り
- すずらん通り
- セントラル通り
- 国道352号

### 東口側
東口側は商業地と住宅地が混在している。
先述のダイエーは閉店後、2年以上に渡ってキーテナントが決まらなかったが、2007年（平成19年）に計13店舗のテナントで構成される専門店複合型商業施設「E・PLAZA」としてリニューアルオープンした。また、越後交通のバス乗り場と営業所がある。

## バス路線
大手口と東口の双方にバスターミナルがあり、新潟県中越地方の主要都市や新潟市、県外行きの高速バスが発着している。都市間ツアーバスから転換した高速路線バスは、いずれも大手口側の大手通りなどから発車する。
なお、長岡市を経由する高速バス（東京・大宮 - 長岡・新潟線など）の一部は長岡駅など市街地には乗り入れない。

### 大手口バスターミナル
島式の乗り場であり、長岡駅からは横断歩道、地下道、ペデストリアンデッキで連絡している。乗り場は1番線から13番線まである。下記は特記なき場合全て越後交通の運行路線。
| のりば | 運行事業者            | 行先 | 備考 |
| ------ | --------------------- | --- | --- |
| 1      | 越後交通              | - 十日町車庫 - 小千谷インター・小千谷本町 - 急行：小千谷車庫                                                           | |
| 2      | 越後交通              | - 日赤病院 - 江陽環状線（先回り）：大手大橋・日赤病院 - 出雲崎車庫 - 道の駅ながおか花火館 - 与板 - 柏崎駅前            | 道の駅ながおか花火館行きは休日のみ運行                                                                        |
| 3      | 越後交通              | - 小国車庫 - 来迎寺 - 蓮花寺（大杉公園） - 脇野町・宮沢 - 与板                                                         | |
| 4      | - 越後交通 - 新潟交通 | N 長岡線（高速「ときライナー」）：新潟駅前                                                                             | 平日夕方1便は長岡地域振興局前始発                                                                             |
| 5      | 越後交通              | 柏崎駅前 | |
| 6      | 越後交通              | - 脇野町・宮沢・与板 - ニュータウン（陽光台4丁目）・越後丘陵公園 - 宮本（宮本2丁目・宮本新保）・大積（灰下入口）・田代 | 越後丘陵公園行きは12月1日 - 翌年3月31日までは全便陽光台4丁目止まり                                            |
| 7      | 越後交通              | - 本社営業所・センタープラザ前 - 長峰団地・ゆうゆう健康村・技大・長岡崇徳大学前・ニュータウンセンター・県立歴史博物館  | - 県立歴史博物館休館日の県立歴史博物館行きは全便長岡崇徳大学前止まり - 休日の長岡崇徳大学前行きは技大前止まり |
| 8      | 越後交通              | 中央環状線「くるりん」                                                                                                 | 長岡まつり大花火大会開催日は終日運休                                                                          |
| 9      | 越後交通              | 法務局 | |
| 10     | 越後交通              | - 宮内本町 - 宮内環状線                                                                                                | |
| 11     | 越後交通              | - 急行：栃尾車庫 - 東三条駅前 - 今町5丁目 - 分水駅前                                                                   | |
| 12     | 越後交通              | - 寺泊坂井町 - 与板 - 小島谷駅前                                                                                       | |
| 13     | 越後交通              | - 精神医療センター・エコトピア寿 - 江陽環状線：蔵王橋先回り - 宝町                                                     | |

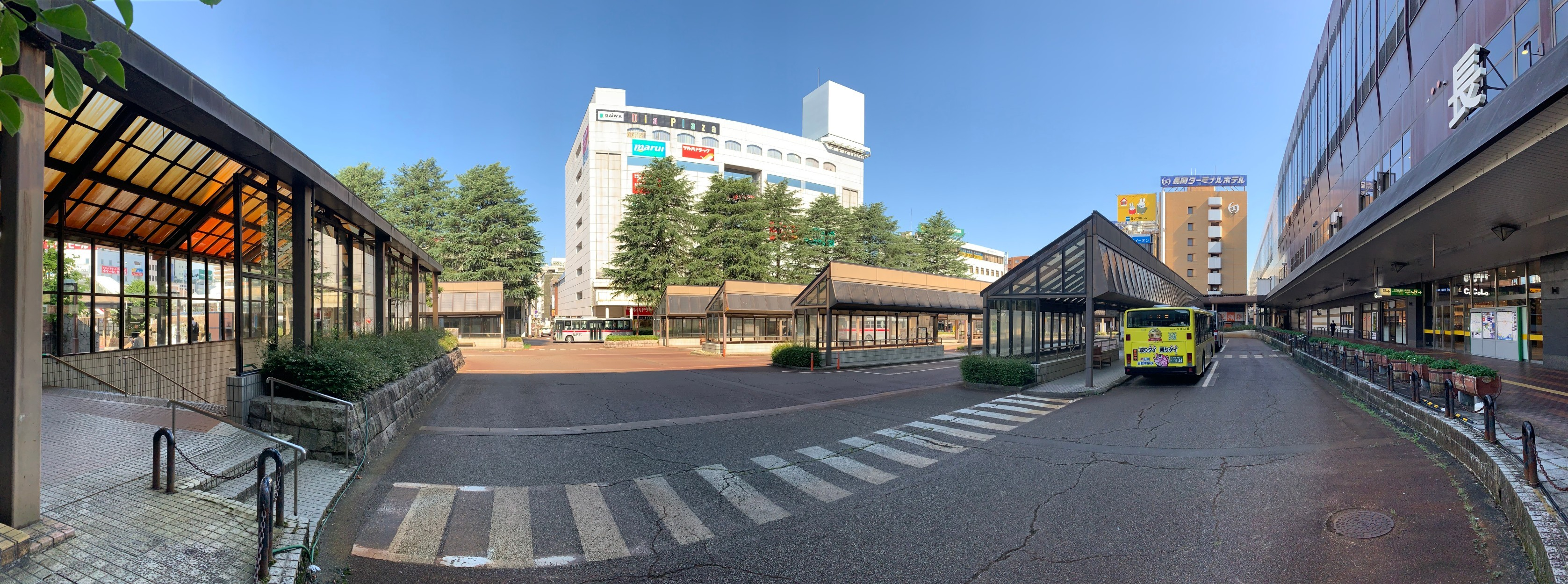
長岡駅大手口バスターミナル（2020年8月）

### 東口バスターミナル
各乗り場は横断歩道で連絡しており、E・PLAZA1階には越後交通の案内所が設けられている。下記は全て越後交通の運行路線。
| のりば | 運行事業者            | 系統・行先                                                           | 備考                                                                      |
| ------ | --------------------- | -------------------------------------------------------------------- | ------------------------------------------------------------------------- |
| 1      | 越後交通              | - 悠久山・成願寺 - 降車場                                            | 悠久山・成願寺行きの一部便は2番線から発車                                 |
| 2      | 越後交通              | - 悠久山（東長岡営業所） - 長岡高専                                  |                                                                           |
| 3      | 越後交通              | - 柿 - 宮内環状線 - 立川綜合病院                                     |                                                                           |
| 3      | - 越後交通 - 南海バス | 夜行高速：京都・なんば・堺                                           |                                                                           |
| 4      | 越後交通              | - 快速：栃尾車庫 - 中央綜合病院・乙吉・浦瀬・上見附車庫 - 川崎環状線 | - 上見附車庫行きの一部便は5番線から発車 - 川崎環状線は休日運休            |
| 5      | 越後交通              | - 上見附車庫 - 快速：栃尾車庫 - 中越高校・小曽根・福島 - 小曽根      | 小曽根行きは土休日運休                                                    |
| 6      | 越後交通              | - 栖吉 - 中越高校                                                    |                                                                           |
| 7      | 越後交通              | - 飛詰・宮内 - 下条・滝谷 - 蓬平・高龍神社                           | 蓬平・高龍神社行きの終車便は村松行、12月1日 - 翌年3月31日は全便が蓬平行き |
| 8      | 越後交通              | - 長岡商業高校 - 降車場                                              |                                                                           |

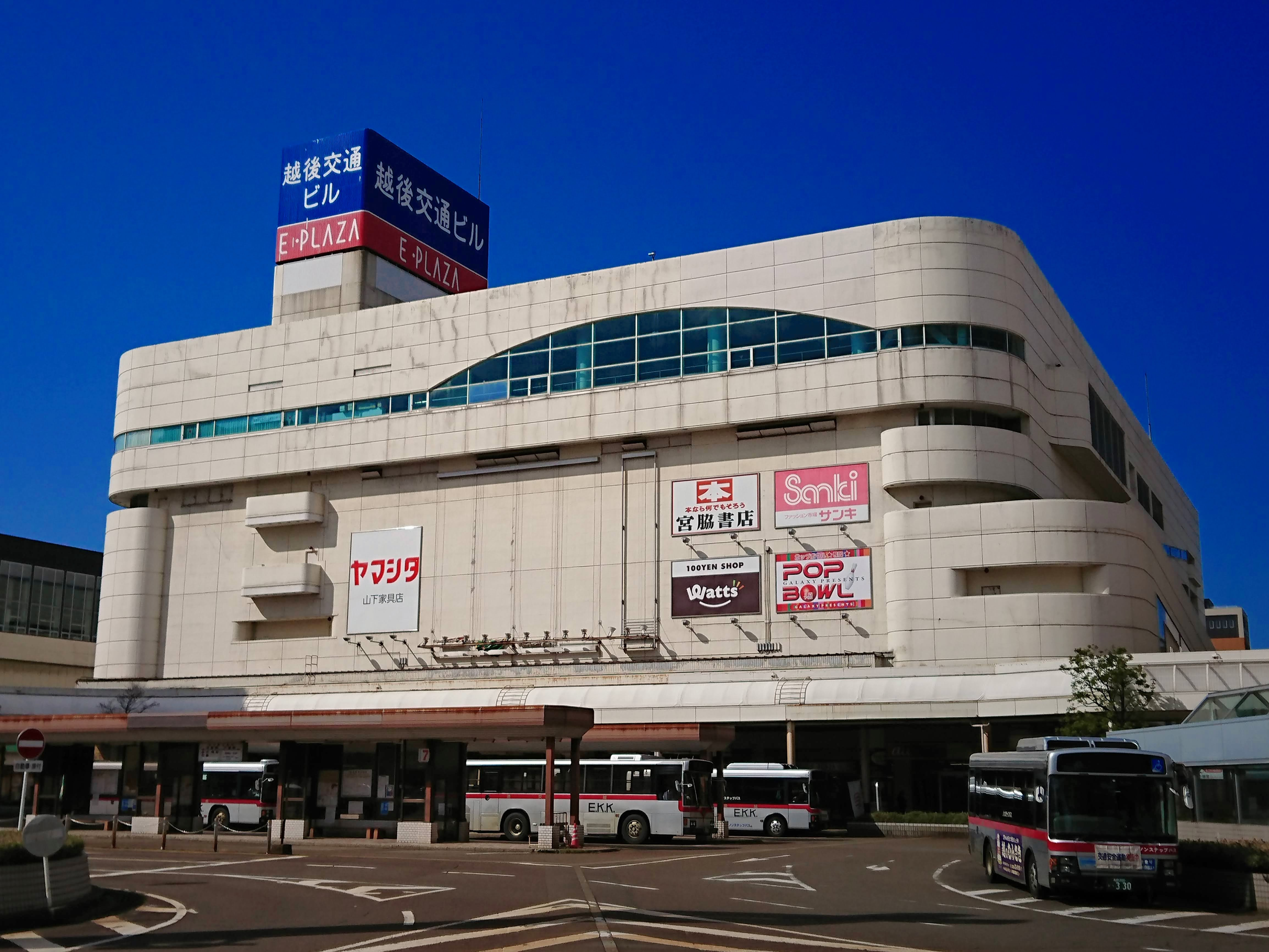
東口バスターミナルとE・PLAZA

### 大手通り周辺
都市間ツアーバスから転換した高速路線バスは、いずれも大手口側の大手通り周辺から発車する。
長岡駅西口
大手通り沿い、越後交通「アオーレ長岡前」停留所に併設
- アミー号（ウエスト観光バス）：バスタ新宿・バスターミナル東京八重洲
- キラキラ号（桜交通）：バスタ新宿・桜木町駅
- JAMJAMライナー（ジャムジャムエクスプレス）：バスターミナル東京八重洲
- アミー号（サンライズカンパニー）：名古屋 ささしまライブ

長岡駅大手口
三国街道沿い
- WILLER EXPRESS：新宿・池袋・大崎・川崎・東京ディズニーランド

## 隣の駅
東日本旅客鉄道（JR東日本）
上越新幹線
浦佐駅 - 長岡駅 - 燕三条駅
■信越本線
- 特急「しらゆき」・臨時快速「越乃Shu*Kura」「柳都Shu*Kura」停車駅

■快速
宮内駅 - 長岡駅 - 見附駅
■普通
宮内駅 - 長岡駅 - 北長岡駅
■上越線（宮内駅 - 当駅間は信越本線）
- 臨時快速「越乃Shu*Kura」「ゆざわShu*Kura」停車駅

■普通
宮内駅 - 長岡駅 → （信越本線）
- 上越線から信越本線の長岡駅以北に直通する列車は下り1本のみ。
- 当駅と宮内駅の間に（貨）南長岡駅がある。

### かつて存在した路線
越後交通
栃尾線
高校前駅 - 長岡駅 - 袋町駅

### 記事本文